# Pont Kanmon
Le Pont Kanmon (関門橋, Kanmonkyō) est un pont suspendu reliant Shimonoseki sur l'île d'Honshū à Kitakyūshū sur l'île de Kyūshū. Inauguré le 14 novembre 1973, il franchit le détroit de Kammon. Ce pont fait partie de l'AH1.